# Casnigo
Casnigo là một đô thị ở tỉnh Bergamo trong vùng Lombardia của nước Ý, có vị trí cách khoảng 70 km về phía đông bắc của Milano và khoảng 20 km về phía đông bắc của Bergamo. Tại thời điểm ngày 31 tháng 12 năm 2004, đô thị này có dân số 3.346 người và diện tích là 49,5 km².
Đô thị Casnigo có các frazioni (đơn vị cấp dưới, chủ yếu là các làng) Serio, Colle Bondo, Barbata, Grumello, và Case Sparse (partially; the other part lies in Colzate).
Casnigo giáp các đô thị: Gandino, Cazzano Sant'Andrea, Vertova, Colzate, Ponte Nossa, Cene, Gorno, Fiorano al Serio.